# Nestorio
Nestorio  este un oraș în Grecia în prefectura Kastoria.